# 에반젤리스타 토리첼리
에반젤리스타 토리첼리(이탈리아어: Evangelista Torricelli, 1608년 10월 15일~1647년 10월 25일)는 이탈리아의 수학자이자 물리학자이다.
로마 출신으로 처음엔 수학자 베네데토 카스텔리의 비서로 일했다. 1641년부터는 갈릴레오 갈릴레이의 제자가 되어, 갈릴레이가 죽을 때까지 연구를 함께 했다. 그 후 토스카나 대공 페르디난도 2세로부터 수학자·철학자로서 초대되었다. 1644년 유속과 기압의 법칙을 적은 토리첼리의 정리를 발표했다. 수은으로 실험한 대기압의 연구로도 유명하며 수은기압계를 발명하기도 했다.

## 토리첼리의 진공
깊이가 대략 10.5미터 이상인 우물에서부터 물을 직접 퍼올리지 못하는 것은 예전부터 알려져 있었다. 1643년 토리첼리는 이 현상을 설명하기 위해 실험을 실시한다. 한쪽이 닫힌 유리관에 넣은 수은주를 세우면, 물로 같은 실험을 할 때의 14분의 1 정도인 약 76 cm의 높이까지 밖에 올라오지 않으며, 그 위 부분은 진공(물론 물질이 존재하지 않는 완전한 의미의 진공은 아니고, 매우 낮은 밀도의 수은 기체 등이 존재할 것이다)이 되는 것을 발견한다. 물과 수은의 밀도가 약 1:14인 사실로부터, 공기에 의한 압력 즉 대기압에 의해서 액체가 눌리고 있다는 결론을 이끌어 낸다. 이와 함께 수은주의 높이가 날마다 미묘하게 변화하는 현상도 발견했다. 이것은 수은기압계의 원리이다. 따라서 수은기압계의 발명자로 여겨지고 있다. 또, 압력의 단위 토르(Torr)는 토리첼리의 이름에서 따온 것이다.

## 토리첼리의 정리
1644년에는, 액체가 들어있는 용기의 측면에 비교적 작은 구멍을 뚫었을 때 액체가 뿜어져 나오는 속도에 대한 토리첼리의 정리를 발표했다. 중력가속도를 g, 액체의 수면과 구멍의 높낮이차이를 h, 유출 속도를 v라고 하면 {\displaystyle v={\sqrt {2gh}}} 이라고 하는 관계가 된다고 하는 것으로, 수면의 높이로부터 낙하한 물체가 구멍의 지점에서 얻는 속도와 같다. 토리첼리의 정리는 주위의 대기압이 일정하고 수면이 떨어지는 속도를 무시할 수 있는 경우에 있어서의 베르누이 정리의 변형이다.

## 토리첼리의 문제
토리첼리는 기하학자로서도 유명했다. 피에르 드 페르마는 토리첼리에게 「삼각형의 세 꼭짓점으로부터의 거리의 합이 최소가 되는 점을 구하라」는 문제를 냈던 적이 있다. 이 문제는 토리첼리의 문제로 불리고 있다.

## 같이 보기
- 기하중앙값
- 로그 나선